# St. Kamillus (Mönchengladbach)

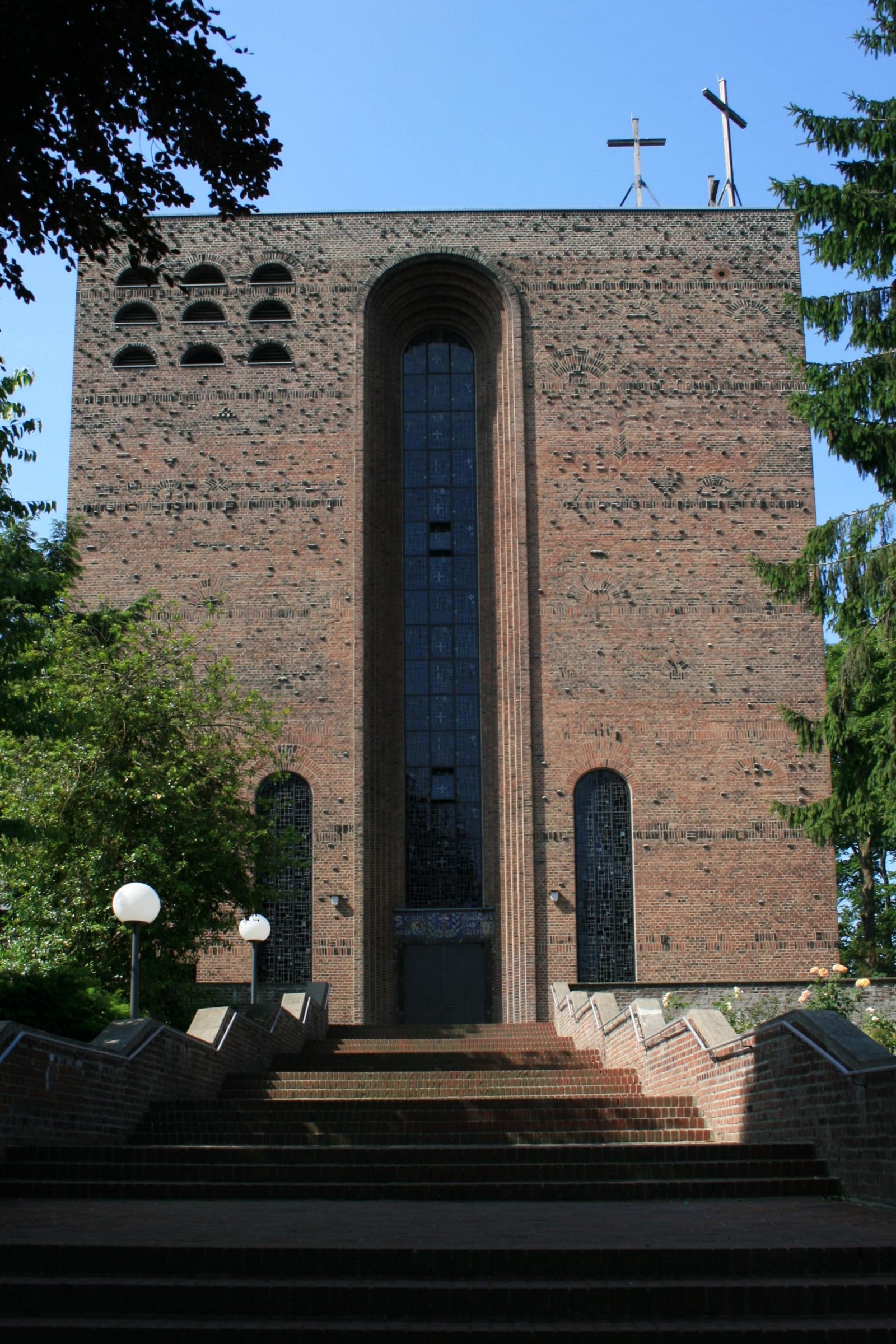
Kirche (2010)

Die Kirche St. Kamillus steht in Mönchengladbach (Nordrhein-Westfalen), Kamillianerstraße 40.
Das Gebäude wurde 1929–1931 nach einem Entwurf von Dominikus Böhm erbaut. Es wurde unter Nr. K 062 am 24. Juni 1992 in die Denkmalliste der Stadt Mönchengladbach eingetragen.

## Lage
Die Kamillianerkirche liegt zwischen Ohler und Dahl östlich der Eisenbahnlinie. Es handelt sich um einen Südwest-Nordost ausgerichteten Baukörper.

## Architektur
Dominierend ist die wuchtige Nordostfassade aus dunklem Ziegelsteinmauerwerk am Ende eines mittelaxial verlaufenden Treppenaufganges. Tief eingeschnittenes, fassadenhohes, gestuftes Rundbogenfenster mit Kunstverglasung; links außen ein separater Zugang, der Hauptzugang liegt in der Fensterachse und wird von je einem schmalen Rundbogenfenster flankiert.
Ein weiterer Zugang liegt auf der Rückseite der Nordostfassade, die hier als Kapelle dient. Zurückhaltende Gliederung der Ziegelsteinfassade durch Rollschichten, Mauerung von Halbkreisbögen, Ähren, Kruzifixen sowie aus der Wandflucht leicht vorstehenden Köpfen von Bindersteinen bzw. der Anordnung von Schallarkaden und Halbkreisbögen unterhalb der Traufe. In ihrer Schlichtheit expressiv gestaltete Hallenkirche mit gerundetem Chorschluss unter einer zum Chor hin absteigenden Flachdecke, wodurch die perspektivische Wirkung (dunkles Schiff – heller Chor) und die Raumillusion erheblich gesteigert werden.
Die Nordostfassade wird durch die drei o. g. bunt verglasten Fenster, der Chor durch ein Raster von 21 schmalen, zwischen Stahlbetonpfeilern stehenden, überwiegend klar verglasten Hochrechteckfenstern belichtet. Ein seitenschiffartiger Anbau liegt an der Südostseite und ist durch vier mächtige Pfeiler vom Hauptschiff getrennt. Die unter dem Chor liegende säulengestützte Krypta, durch kleine Hochrechteckfenster belichtet, ist durch das Seitenschiff zugänglich. Chor mit Hochaltar und Altar. Marmorbodenbelag, im Schiff aus Solnhofener Plattenkalken. Die Nordostfassade ist im Inneren von vier Emporen erschlossen, auf ihr stand ursprünglich die Orgel. Mit dem Neubau des Instruments wurde ihr Standort in das Schiff an die Stelle der abgebrochenen Kanzel verlegt.
Die vertikale Dreigliederung der Innenfassade beruht auf der Anordnung mächtiger Pfeiler. Jede Achse weist je drei Rundbogenstellungen in jedem Geschoss auf. Schlichte Gestaltung im Innenraum mit glatt verputzten Wänden, auf den Emporen mit rau verputzten Wänden, Möblierung und Befensterung.
Das Objekt ist bedeutend für die Geschichte des Menschen und der Städte und Siedlungen. An seiner Erhaltung und Nutzung besteht ein öffentliches Interesse aus wissenschaftlichen, künstlerischen, architekturgeschichtlichen, ortsgeschichtlichen und städtebaulichen Gründen. Das Objekt ist als Baudenkmal schützenswert.

## Jüngere Entwicklungen
Die auf der Empore untergebrachte Orgel wurde 1994 abgerissen und durch einen Neubau ersetzt, die anstelle der entfernten Kanzel platziert.
Im Jahr 2014 wurde St. Kamillus profaniert und im Anschluss zu einem Kolumbarium umgebaut, wozu im Kirchraum die Emporen über dem Eingangsbereich vergrößert wurden, um zusätzlichen Platz für die Urnenschränke zu schaffen.